# Animació amb siluetes
L'animació amb siluetes (en anglès Silhouette animation) és una tècnica cinematogràfica que consisteix en crear la il·lusió de moviment mitjançant la manipulació de retalls i la fotografia fotograma a fotograma. A diferència de l'animació amb retalls, on l'escenari s'il·lumina frontalment, l’animació amb siluetes tradicional utilitza una llum posterior per crear contrallum i convertir els retalls en figures fosques més simplificades, sense color ni textura. La tècnica té clars antecedents en el teatre d’ombres, que té una estètica molt similar perquè ambdós utilitzen el contrallum per generar els elements que formen part de l’obra.
Aquesta tècnica contribuirà en gran manera al desenvolupament de l’animació en general, que va tenir els seus inicis durant la mateixa època.

## Història
L’animació amb siluetes es remunta a principis del segle xx, quan Lotte Reiniger, fascinada pel teatre d’ombres (un teatre que va ser el precursor d’aquesta tècnica) que li arribava des de finals del segle xix a través d’artistes ambulants a Berlín, va decidir retornar la popularització a aquest teatre d’ombres representant-los en forma de pel·lícula animada.
Les primeres animacions les va fer Lotte Reiniger a principis del segle xx, concretament, una de les primeres fou Die Abenteuer des Prinzen Achmed (1926), ja que la primera és del 1919, de la qual no es conserva el títol.
La autora més prolífica dins del món de l’animació amb siluetes se situa a Alemanya entre els anys 20 i els 40: Lotte Reiniger. Tot i així També trobem presència d’aquest tipus d’animació als Estats Units gràcies a l’obra de Tony Sarg, un titellaire i il·lustrador. Entre 1921 i 1923, juntament amb Herbert M. Dawley, va crear un seguit de curts fets amb titelles plans articulats que movien amb un sistema de fils. Totes les animacions es van agrupar sota el nom de Tony Sarg’s Almanac. Entre aquest curts es troben títols com The first circus (1921) o Noah put the cat out (1923).
A més, es va treballar molt al Japó amb aquesta técnica, a mans de diversos autors com Toshio Suzuki, Hidehiko Okuda, Tomu Uchida o Hakuzan Kimura. No obstant, destaca el paper del directo Noburo Ofuji, que va ser un dels pioners en treballar en el terreny de l’animació amb siluetes i es destaca la seva obra per l’ús del paper tradicional semi-transparent, característica que li va permetre crear animacions en color. A més va esdevenir el primer animador japonès en ser conegut a occident. Algunes de les pel·lícules més destacables d’aquest autor són per exemple Hanamizake (1924), Kuronyago (1929), Numa no taisho (1933) i Hana to chō (1954) i Shaka no Shōgai (1961).
La tècnica ha evolucionat al llarg del temps a causa de les millores tècniques que han permès experimentar en diverses qüestions d’aquesta animació. Un dels principals contribuïdors perquè aquesta evolució es portés a terme ha estat Michel Ocelot, que ha experimentat amb el color, el digital… al llarg de la seva filmografia.
Actualment, aquest tipus d’animació no se sosté per si sol, però per això se l’ha afegit entre el context digital i de l’animació en retalls, que, com per exemple Michel Ocelot ha fet, combina moltes vegades aquestes animacions amb la de siluetes. I no només ell, sinó que podem trobar altres exemples com algunes escenes de South Park (quan la llum se’ls hi apaga), en un episodi de Mona the vampire i en les animacions de Sayonara, Zetsubou-Sensei i alguns nivells de Donkey Kong Country Returns.

## Tècnica
La tècnica habitual de l'animació amb siluetes consisteix principalment en la creació de moviment a través de la successió de fotogrames formats a través de l'enregistrament del desplaçament i articulació d’unes figures, generalment de paper o cartró, retallades i que es poden trobar molts cops reforçades generalment per algun material, com per exemple filferro, que permet la lliure articulació de les formes. Aquestes figures són col·locades en una superfície lumínica, com una pantalla retro il·luminada o una finestra, i aquestes es representen en el pla com si d’ombres es tractessin, d’aquesta forma aconsegueix crear l’animació.
El fet que siguin papers retallats permet que un cop formades les figures, no sigui necessari crear-les de nou, com passava en el cas de l'argila, ja que cada forma pot tenir diversos usos i permet una major mobilitat.
Aquesta tècnica dona resultats en blanc i negre, però també podem trobar algunes variacions que incorporen els fotogrames tintats, com és el cas de Les aventures del príncep Ahmed de Lotte Reiniger (1926) i altres obres de la mateixa autora. És important també mencionar la proesa de Reiniger en Jack i les mongetes màgiques (1955), que va incorporar incrustacions de papers transparents de colors i crea aleshores uns fons totalment acolorits.

## Autors i obres importants

### Lotte Reiniger
Charlotte Reiniger (1899-1981) va néixer el 2 de juny de 1899 a Berlín-Charlottenburg. Des de ben petita s'havia sentit atreta pel món de les ombres xineses, és per això que construïa els seus propis personatges que movia a un teatre casolà davant la seva família i companys d'escola, on representava obres de Shakespeare.
Lotte va cultivar, fins a arribar a la perfecció, l’art de les siluetes retallades i posteriorment animades a través de trucs cinematogràfics. Amb unes tisores i una cartolina negra era capaç de crear tot tipus d’espais, personatges i històries.
El 1915, la jove va assistir a una conferència de Paul Wegener i va quedar entusiasmada en veure les possibilitats que tenia el cinema d’animació. Els seus pares, que no van interferir en els seus desitjos creatius, li van permetre entrar al grup de teatre de Max Reinhardt, del que formava part Wegener. Aquest es va fixar ràpidament en el talent que tenia Lotte amb només 17 anys, que confeccionava siluetes dels actors interpretant escenes concretes de la companyia de teatre. Wegener va decidir aprofitar aquestes obres pels cartells de les pel·lícules i, més endavant, la va fer participar també en l'elaboració dels decorats.
Gràcies a l’èxit dels seus treballs i la recomanació de Wegener, Charlotte va ser admesa a l'Institut für Kulturforschung (Institut d’Innovacions Culturals), un estudi de Berlín dedicat a les pel·lícules d’animació experimentals, constituït per un grup de joves cineastes que realitzaven documentals pedagògics sobre geografia, història, política i antropologia.
Allà va ser on, el 1919, va fer el seu primer fils, anomenat Das Ornament des verliebten Herzens (“L’Ornament del cor enamorat”). Va ser en aquest estudi on va conèixer a Carl Koch, el que seria el seu marit i que es va convertir en el productor i operador de càmera dels films de la seva dona.
Reiniger no va trigar en fer les seves primeres creacions, les que van incloure anuncis publicitaris per l’agència Julius Pinschewer, una intervenció a la pel·lícula Los Nibelungos (1924) de Fritz Lang i va realitzar 6 curtmetratges.
El 1923, Louis Hagen, un banquer jueu, li va oferir finançar-li un llargmetratge, que gravaria a un estudi que aquest havia habilitat sobre del garatge de la seva pròpia casa, a Potsdam. El resultat va ser Abenteuer des Prinzen Achmed ("Les aventures del príncep Achmed"), un llargmetratge basat en Les 1001 nits i realitzat amb unes 300.000 imatges, és considerat el largmetratge d’animació més antic que es conserva.
Més tard va co-dirigir juntament amb Rochus Gliese la seva primer pel·lícula amb imatges reals, Jagd nach dem Glück (1929), que explica la història d’una companyia de teatre de siluetes.
Amb l’arriada al poder del partit nazi, Reiniger i el seu marit van decidir emigrar, però cap estat els va concedir els visats necessaris per establir-se de forma permanent. És per això que la parella va passar els anys entre 1933 i 1945 viatjant d’un país a un altre. Durant aquests anys, l’artista va rodar diferents pel·lícules basades en óperes, com són Carmen (1933) o Papageno (1935).
Al no poder aconseguir un nou visat, es van veure obligats a quedar-se a Alemanya, i van passar la Segona Guerra Mundial a Berlín. El 1949, la parella per fi va aconseguir traslladar-se a Londres, on van fundar la productora Primrose Productions.
Carl Koch va morir el 1962, però Lotte va seguir al món del cinema i les siluetes. Durant aquest paríode va treballar a moltes pel·lícules de la BBC, la majoría d’elles inspirades en contes clàssics. Lotte Reiniger va morir el 19 de juny de 1981, als 82 anys, deixant tot un llegat de pel·lícules d’animació amb siluetes, de les quals l’última va ser The Rose and The Ring.

### Michel Ocelot
Michel Ocelot (Costa Blava, França, 1943) és un escriptor i director de cinema francès que dedica part de la seva filmografia a la creació d’animació amb siluetes. És un home influent dins el món el cinema d’animació, que ha creat el seu propi estil en les diferents tècniques emprades per fer les seves pel·lícules i curtmetratges. Fins i tot, va ser president de la ASIFA (Association Internationale du Film d'Animation) durant 6 anys, des del 1994 fins al 2000.
Michel Ocelot va néixer a Costa Blava, a França, però va passar la seva infancia vivint a Guinea, i després es mudà a Vall del Loira, on va restar-hi fins que va instal·lar-se a París.
Ocelot va començar a dedicar-se a l’animació des dels començaments de la seva filmografia com a director i escriptor, més aviat amb un caràcter amateur, per la seva fascinació per les tècniques que tenien a veure amb les siluetes, els retalls i les titelles. A més, també s'interesa per altres tècniques com el 3D, com es pot veure en la pel·lícula Azur et Asmar.
El seu primer film com a director fou el 1980, amb el curtmetratge Les trois inventeurs, pel qual guanyà els premis BAFTA a la millor pel·lícula d’animació, que es tracta d’un curt de 13 minuts creat amb la tècnica d’animació en retalls. Va dirigir diversos films creats amb la mateixa tècnica que Les trois inventeurs i amb la combinació de celuloide, com La princesa insensible (1983), una miniserie de televisió. Però, el seu primer debut creat amb la tècnica d’animació en siluetes fou una sèrie de televisió anomenada Cine sí, creada el 1989, amb una sola temporada de 8 episodis.
Ell pretenia fer un cinema que li resultes el més simple possible amb les tècniques amb les quals més li interessava crear i explorar. Cal esmentar que la seva filmografia es basa en la creació de contes, ja siguin contes de fades o contes antics en siluetes.
Altres obres que cal destacar d’aquest autor és Les contes de la nuit (1992), i, sobretot, destacar la seva principal obra, Kirikou et la Sorcière (1998) i la seva continuació, Kirikou et les betes sauvages (2005), així com Princes et Princesses (2000) i Dragons et Princesses (2010), de les quals només la primera i les dues darreres són animació amb siluetes.